# Ivan Ivanji
Ivan Ivanji (srbsko Иван Ивањи), srbski pisatelj, prevajalec, novinar, pedagog in dramaturg, * 24. januar 1929, Zrenjanin, Vojvodina, Kraljevina Srbov, Hrvatov in Slovencev, † 9. maj 2024, Weimar, Nemčija
Znan predvsem po prevajanju in tolmačenju za nekdanjega predsednika bivše SFR Jugoslavije, Josipa Broza Tita.

## Življenje in delo
Ivan Ivanji se je rodil 24. januarja 1929 v židovski družini v srbskem delu Banata, natančneje v Zrenjaninu (prej: Veliki Bečkerek).
Njegova starša, oba zdravnika, so leta 1941 ubili Nemci. Ivan se je rešil, ko je pobegnil k sorodnikom v Novi Sad. Kljub uspešnemu pobegu so ga tri leta kasneje ujeli in zaprli v koncentracijsko taborišče. Vse do konca druge svetovne vojne je bil priprt v taboriščih Auschwitz in Buchenwald. Po vojni je končal srednjo tehnično šolo in se nato vpisal na študij arhitekture in germanistike v Beogradu.
Od srede 60-ih let dvajsetega stoletja je bil osebni prevajalec in tolmač za nemški jezik Josipu Brozu Titu. To funkcijo je opravljal vse do Titovega zadnjega potovanja na Kubo. Poleg predsednika pa je prevajal tudi drugim državnim in partijskim funkcionarjem Jugoslavije.
Aktiven je bil v jugoslovanskem gledališču in diplomaciji. V svoji bogati karieri se je poleg opravljanja dela pedagoga, novinarja in dramaturga ukvarjal tudi s književnostjo. 
Že kot mlad je pričel z objavljanjem svojih esejev, reportaž, pripovedk in dram. 
Izdane so bile tri pesniške zbirke, enajst romanov v srbščini, sedem romanov, prvotno napisanih v nemščini, tri zbirke kratkih zgodb in pravljic ter politični potopis, objavljen v Havani leta 1984.  Poleg tega pa tudi televizijske in radijske drame, pesmi in prevodi. Prevajal je literarna dela iz nemščine in madžarščine v srbščino in iz srbščine v nemščino. Svoja dela je večinoma prevajal sam. Prevedena pa so tudi v druge jezike, med drugim v slovenščino, italijanščino, angleščino in slovaščino. 
Od leta 1982 do 1988 je bil tudi generalni sekretar združenja jugoslovanskih pisateljev.
Kot pisatelj se je največ ukvarjal z zgodovinsko tematiko. Slednjo je zajel predvsem v romanih Konstantin in Dioklecijan. Njegova preostala znana dela pa so še romani Das Kinderfräulein, Der Aschenmensch von Buchenwald, Čoveka nisu ubili, Na kraju ostaje reč, Preskakanje senke, Barbarosin Jevrejin u Srbiji, Balerina i rat in Guvernanta. V slednjem je upodobil Slovenko iz Vitanja, ki ga je v otroštvu učila nemščine.
Leta 2007 je napisal knjigo Titov prevajalec, v kateri so zbrane predvsem anekdote iz življenja političnih krogov v 60-ih in 70-ih 20. stoletja letih, v katerih se je tudi sam gibal.
S svojo ženo je živel na Dunaju in v Beogradu ter pisal tako v srbščini kot v nemščini. 
Njegov sin Andrej Ivanji dela kot novinar za časopisa  Der Standard in Vreme.

## Nagrade
- Leta 2009 je prejel nagrado mesta Zrenjanin.